# Villanueva del Arzobispo
Villanueva del Arzobispo település Spanyolországban, Jaén tartományban. Villanueva del Arzobispo Villacarrillo, Iznatoraf, Castellar, Sorihuela del Guadalimar, Beas de Segura, Hornos és Santiago-Pontones községekkel határos. Lakosainak száma 7753 fő (2024).

## Népesség
A település népessége az elmúlt években az alábbi módon változott:
| Lakosok száma | 8691 | 8728 | 8619 | 8714 | 8942 | 8595 | 8402 | 8193 | 7968 | 7753 |
|               | 2001 | 2004 | 2007 | 2009 | 2012 | 2014 | 2017 | 2019 | 2022 | 2024 |